# Протиповітряна оборона України
В Україні, до 2004 року, завдання протиповітряної оборони виконували Війська́ протипові́тряної оборо́ни  України — вид збройних сил. З 2004 року протиповітряну оборону України здійснюють Повітряні сили Збройних сил України.
Загалом, на теренах України було розташовано[коли?] приблизно 10 зенітно-ракетних формувань, на озброєння яких перебували до 50 зенітно-ракетних комплексів і сотні ракет різної дальності.
Зенітно-ракетні комплекси С-200 з радіусом ураження приблизно 250 кілометрів створювали перекривні між собою зони й повністю захищали землі України — стояли на чергуванні до 2012 року. В такий же спосіб були розташовані бази літаків-винищувачів, межі їхньої дії складають декілька сотень кілометрів і вони також прикривали всю територію держави. Окремі міста, промислові і стратегічні об'єкти додатково охороняли зенітно-ракетні комплекси меншого радіусу дії: С-125, «Бук», «Оса», С-300, зенітний гарматний-ракетний комплекс «Тунгуска».
Станом на 2020-ті роки, Україна мала сьомі за розміром військово-повітряні сили у Європі, але більшу частину її повітряного флоту складали вже застарілі літаки радянського виробництва. Також використовувались декілька осучаснених (нові прицільні й навігаційні системи та ракети) варіантів винищувачів Су-27 та МіГ-29, однак, більшість запчастин, потрібних для глибокого їх оновлення, вироблялись на російських заводах і стали недоступними з початком російсько-української війни з 2014 року. За словами тодішнього командувача ПС ЗСУ генерал-полковника Сергія Дроздова, після останнього удосконалення більшості військових літаків України залишилося ще 10–15 років застосування, отже питання переходу на сучасну військову техніку необхідно було розв'язати не пізніше 2035 року. 
З 2018 року Повітряні сили ЗСУ вивчали можливості заміни радянських літаків на західні. 20 травня 2020 року Командування Повітряних сил ЗСУ опублікувало Візію щодо раціональних шляхів розвитку виду військ, в якій було визначено потреби в заміні радянських літаків на західні та уніфікації. Перша фаза передбачала протягом 2023—2025 закупити 6—12 нових літаків і випробувати їх. Друга фаза передбачала протягом 2025—2035 замінити основний парк літаків. На роль багатоцільового винищувача розглядались літаки 4++ покоління Saab JAS-39E/F Gripen та F-16 Block 70/72. Крім цього, там містились плани щодо заміни навчальних L-39 на інші літаки, уніфікація парку військових транспортних літаків, придбання ЗРК NASAMS та оновлення радіотехнічної складової. Станом на червень 2021 року розглядались Saab JAS-39E/F Gripen, F-16 Block 70/72, F-15EX, а Франція також пропонувала придбання Dassault Rafale.

## 2014—2022
У травні 2016 року було проведено кінцевий етап державних випробувань АСК «Ореанда». Рішення державної комісії, до складу якої входило понад 100 військових фахівців, було схвальним, тож станом на вересень 2018 року, новітні мобільні автоматизовані системи керування (АСК) силами та засобами авіації, протиповітряної оборони ЗСУ «Ореанда», були взяті на озброєння.
У квітні 2017 року українське підприємство КП «НВК „Іскра“» показало нову РЛС МР-18 (MR-18), яка здатна виявляти й супроводжувати повітряні об'єкти, навіть малопомітні, зокрема із впливом природних та створених активних і пасивних завад.
Станом на 2018 рік, Науково-виробниче об'єднання «Павлоградський хімічний завод» уперше в Україні, розробило нове сумішеве тверде ракетне паливо з поліпшеними властивостями (такими технологіями володіє декілька країн у світі), для відновлення застарілих ракет від радянських ЗРК «Бук-М1» та виготовлення нових. Завдяки новим порохам і деяким змінам у програмному забезпеченні ракет, їхня швидкість і дальність польоту може суттєво збільшитися.
До того ж в Україні до 2019 року розроблено надсучасні, цілком твердотілові радари для раннього відстеження повітряних цілей противника[які?]. Ця РЛС здатна виявляти цілі, які залишаються невидимими на інших смугах частот. Водночас, робота таких радарів однаково ефективна за різних погодних умов. Вадою попередніх радіолокаторів перед радаром ультракоротких хвиль, була низька точність визначення цілі. У новому радарі ця хиба успішно вирішується за допомогою новітніх способів обробки сигналів і координат. Отже, новітній радар здатний забезпечити точне націлювання для союзних систем ППО. Разом з тим, ця РЛС залишається майже невразливою для протирадіолокаційних ракет.
У липні 2020 року Державне бюро розслідувань (ДБР) вилучило клістрони російського виробництва, потрібні для роботи систем наведення зенітних ракетних комплексів на ціль, у трьох бригадах Повітряних сил України (Хмельниччина, Одещина, Херсонщина). Вже узимку 2021 року «Укроборонпром» повідомив, що вітчизняний завод «Генератор» опанував поглиблене відновлення клістронів КІУ-43 для зенітних ракетних систем С-300ПТ/ПС (розробки велися з 2016 року). У червні 2022 року суд повернув оборонному підприємству ці високотехнологічні прилади, які не виготовляються в Україні та є однією з основних складових зенітно-ракетних комплексів, для відновлення роботи ЗРК.
Відомо, що у липні 2021 року 41-й навчально-тренувальний центр зенітних ракетних військ ПС ЗСУ отримав комплексний тренажер від ТОВ «Конструкторське бюро „Логіка“», для підготовки розрахунків зенітно-ракетних комплексів «Бук-М1», що дає змогу відпрацьовувати стрільбу по високоманевровим повітряним цілям на зразок сучасної балістичної ракети, або ж крилатої ракети. До цього часу для зенітно-ракетних комплексів «Бук-М1», спроможність ураження крилатих ракет противника не була «базовою».

Водночас триває робота над створенням сучасних вітчизняних ЗРК. За словами генерального конструктора ДККБ «Луч» Олега Коростельова,
…ми вже маємо все потрібне для того, щоби розпочати макетне виробництво чотирьох типів ЗРК із найбільшими дальностями ураження повітряних цілей — відповідно в 7, 30, 50 і до 100 км. За належних і розумних грошових ресурсів, які Міноборони виділить під ракетні програми і проєкти, а також за умов чіткої взаємодії всіх державних структур і підприємств, це завдання може бути розв'язано вже за два роки.
Під час роботи виставки «Зброя та безпека-2021» ДККБ «Луч» представило повнорозмірний макет уніфікованої модульної зенітної керованої ракети середньої дальності «Корал», котру створюють із 2016 року як основну багатоцільову ракету для наземних і корабельних ЗРК та Повітряних сил ЗСУ. На початку лютого 2022 року, одним з українських науково-виробничих комплексів, було розпочато осучаснення станції пасивної радіотехнічної розвідки СПРР «Кольчуга». Конструкцію української «Кольчуги-М» було захищено 8 патентами та 12 технологічними ноу-хау. Найважливіше місце серед них посідає технологія мікроелектроніки, на основі якої виготовляється 96 збірок, що застосовуються в станції розвідки.
«Українська протиповітряна оборона — зараз одна з найкращих у Європі, як би це парадоксально не звучало. Але якщо ви зараз подивитесь на стан протиповітряної оборони Польщі, Чехії, Словаччини, Румунії чи інших країн колишнього Варшавського договору, ви будете вражені — фактично протиповітряної оборони взагалі немає. Навіть протиповітряна оборона західноєвропейських країн НАТО є не надто новішою, ніж те, що ви бачили довкола Києва» — заступник директора Центру досліджень армії, конверсії та роззброєння Михайло Самусь, грудень 2021 року.

## Російське вторгнення (з 2022 року)
Завдяки тому, що українське командування знало про ймовірний час російського вторгнення в Україну, було вжито заходів для виведення українських засобів ППО з-під удару. У мить першого ракетного удару росіян вранці 24 лютого 2022 року, усі зенітно-ракетні підрозділи Повітряних Сил ЗСУ були відведені на запасні позиції. Однак частина техніки радіотехнічних військ усе-таки була пошкоджена, через що впродовж першого місяця війни, існували доволі великі «білі плями» на теренах України, які певний час не могли покривати наявні РЛС. Також, попри навальну ракетну атаку ЗС РФ (напад крилатими ракетами «Калібр» було здійснено по всіх основних аеропортах і військових аеродромах), Повітряні сили ЗС України не зазнали помітних втрат у літаках, бо військові заздалегідь підняли свою авіацію в повітря. Водночас, сигнали повітряної тривоги заздалегідь не прозвучали — у переважній більшості українських міст (Львів, Харків, Миколаїв, тощо) оповіщення почало працювати вже наступного дня після нападу.

Початок злету російських військових літаків для удару по території України радіотехнічні війська ППО, побачили приблизно о 3-й ранку 24 лютого 2022 року, перші ворожі літаки перетнули кордон України о 4:55 ранку, а найперший ракетний удар було засвідчено вже о 5-й ранку 24 лютого 2022 року. Літаки, вертольоти, ракети летіли з напрямків тимчасово анексованого Криму, Чорного, Азовського морів, окупованих із 2014 року Луганська та Донецька, а також із території Білорусі.
На деякий час ми стали майже сліпими на певній території України. Проте швидко все відновили. Саме радіотехнічні війська є нашими «очима», вони відстежують, як противник злітає з аеродромів, розвідка зі свого боку знає, який це літак та що він несе. На жаль, зенітних ракетних військ не вистачає, аби цілком надійно закрити величезну територію України. У місцях, котрі залишаються неприкритими, завдання ППО можуть виконувати літаки, також є чимало рухомих груп із ПЗРК — офіцер командування Повітряних Сил ЗСУ Денис Смажний.
За словами офіцера, хоча монітори, на яких відстежували становище в повітрі над Україною, 24 лютого були майже червоними від кількості ворожих літаків та крилатих ракет, безладу у військах не спостерігалося — знищувалося все, що бачили в небі. Наприклад, під час оборони Києва українська ППО здобула своєрідне досягнення з кількості збитих літаків — 7 одиниць за 11 хвилин, і це була якраз остання насичена повітряна атака російських літаків на Київ. За заявами українських повітряних сил, станом на 24 серпня 2022 року РФ втратила загалом 234 літаки, 199 вертольотів (водночас значну частину цієї авіатехніки, було знищено безпосередньо на аеродромах), 819 безпілотників оперативно-тактичного рівня, а з кінця квітня 2022 року, російська авіація взагалі більше не залітала на не захоплені терени України.

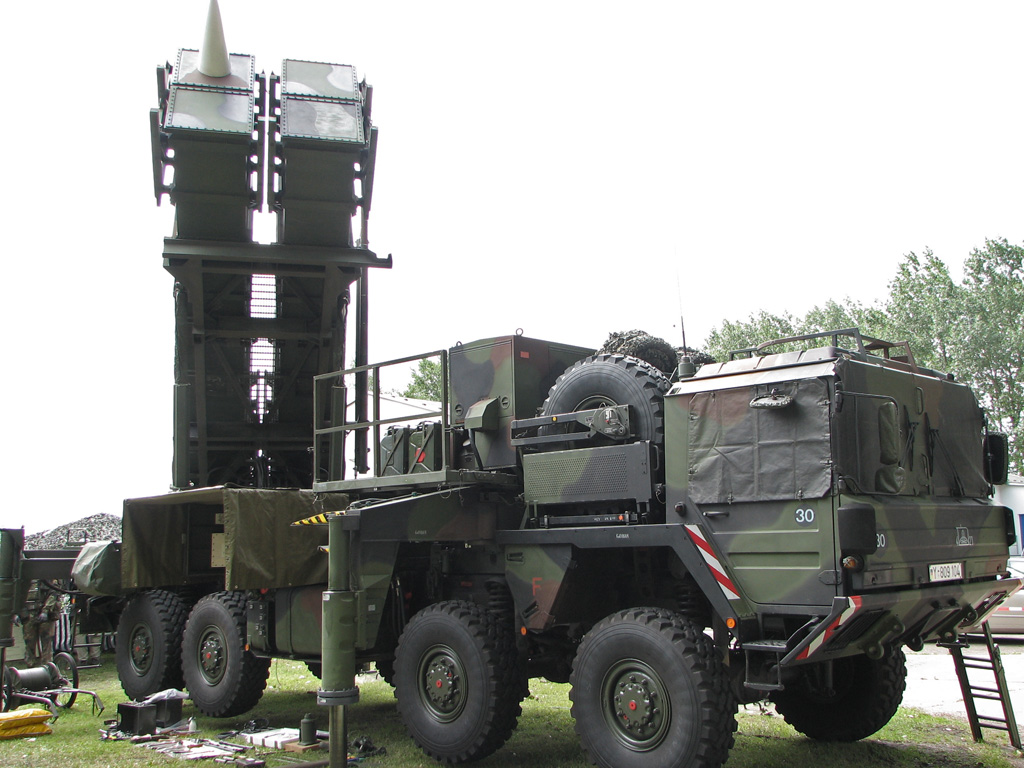
Німецький MIM-104 Patriot

З 2022 року, особливо після початку російських обстрілів критичної інфраструктури, союзники почали надавати сучасні ЗРК, зокрема, MIM-104 Patriot, IRIS-T SL, NASAMS та інші. Це значно посилило протиповітряну та протиракетну оборону: зокрема, наявність новітніх ЗРК дозволила збивати балістичні «Іскандер» та «Кинджал», недоступні для ураження раніше. Також з'явились спільні розробки засобів ППО, як FrankenSAM.
Після початку масового застосування «Шахедів» росіянами, українські сили оборони наростили застосування тактики мобільних вогневих груп, які виконують роль ППО малої дальності — до кількох кілометрів. Групи оснащені прожекторами, легкою зброєю, як кулемети, автоматичні гармати та ПЗРК, змонтованою на пікапах. Мобільні вогневі групи збивають до половини російських безпілотників, що дозволяє заощаджувати вартісні зенітні ракети.

## Бойові застосунки
- єППО
- єРакета

## Зноски
1. 1 2  Ключі від українського неба. tyzhden.ua. Архів оригіналу за 12 грудня 2021. Процитовано 12 грудня 2021.
2. ↑  Зенітний ракетний комплекс С-200В "Вега". uos.ua. Архів оригіналу за 9 грудня 2021. Процитовано 12 грудня 2021.
3. ↑  ЗСУ провели перші в цьому році бойові стрільби ЗРК С-125 та "Оса-АКМ" | Defense Express. defence-ua.com (укр.). Архів оригіналу за 13 грудня 2021. Процитовано 13 грудня 2021.
4. ↑  Христофоров, Владислав (21 липня 2018). Нова армія: Зенітні ракетні війська України поповнить бригада ЗРК С-300В1, полк ЗРК «Тор», два полки С-125 та ЗРК «Куб». Національний Промисловий Портал (укр.). Архів оригіналу за 12 грудня 2021. Процитовано 12 грудня 2021.
5. ↑  Зенітний гарматно-ракетний комплекс «Тунгуска» (SA-19 Grison). uos.ua. Архів оригіналу за 11 травня 2021. Процитовано 9 грудня 2021.
6. ↑  Візія Повітряних Сил ЗСУ: заміна радянського та уніфікація. Мілітарний (укр.). Архів оригіналу за 22 серпня 2023. Процитовано 22 вересня 2023.
7. ↑  Фото: Україна отримала нові мобільні системи управління повітряними силами. Мілітарний. 23 грудня 2018. Архів оригіналу за 6 березня 2021. Процитовано 19 лютого 2025.
8. ↑  В Україні презентували нову радіолокаційну станцію МР-18, призначену для виявлення літаків-невидимок. nv.ua (укр.). Процитовано 18 липня 2022.
9. ↑  Press, Hyung-Jin Kim, The Associated (28 липня 2020). South Korea to have solid-fuel rockets in major deal with US. Defense News (англ.). Процитовано 4 вересня 2022.
10. ↑  Мілітарний (2018). Україна почне виготовляти ракети до комплексів Бук.
11. ↑  Христофоров, Владислав (19 лютого 2019). Низка країн висловили зацікавленість в українських радіолокаторах великого радіуса дії. Національний Промисловий Портал (укр.). Архів оригіналу за 9 грудня 2021. Процитовано 9 грудня 2021.
12. ↑  "Дійшло до абсурду". Для чого ДБР вилучило клістрони і що це таке?. BBC News Україна (укр.). Процитовано 8 липня 2022.
13. ↑  Укроборонпром повторно відзвітувався про освоєння ремонту клістронів для С-300, а СБУ викрила схему їх поставки з Росії. web.archive.org. 25 березня 2021. Архів оригіналу за 25 березня 2021. Процитовано 8 липня 2022.
14. ↑  Комплектуючі засобів ППО передано для відновлення української техніки. www.gp.gov.ua (англ.). Процитовано 13 липня 2022.
15. ↑  Повітряні Сили України "навчили" ЗРК "Бук", як збивати "Іскандери" та "Калібри" | Defense Express. defence-ua.com (укр.). Архів оригіналу за 7 грудня 2021. Процитовано 7 грудня 2021.
16. ↑  Розпочато модернізацію станції радіотехнічної розвідки «Кольчуга». armyinform.com.ua (укр.). Процитовано 17 липня 2022.
17. ↑  Скандальна, але ефективна: Що таке РЛС "Кольчуга", про яку знову згадали в ЗСУ – Depo.ua. www.depo.ua (укр.). Процитовано 17 липня 2022.
18. ↑  Чи зможе Україна збити російські військові літаки та ракети?. Архів оригіналу за 7 грудня 2021. Процитовано 7 грудня 2021.
19. 1 2  11 літаків за 7 хвилин та "сліпі зони" для РЛС: офіцер командування Повітряних Сил розповів про перші дні війни | Defense Express. defence-ua.com (укр.). Процитовано 24 серпня 2022.
20. 1 2 3  За 11 хвилин було збито 7 російських літаків…. armyinform.com.ua (укр.). Процитовано 24 серпня 2022.
21. ↑  «Нас бомблять. Почалося»: спогади команди Громадського радіо про ранок 24 лютого. Громадське радіо (укр.). Процитовано 9 жовтня 2022.
22. ↑  У Львові лунали сирени. Варта 1 (укр.). Процитовано 9 жовтня 2022.
23. ↑  У Харкові оголосили повітряну тривогу. ТСН.ua (укр.). 25 лютого 2022. Процитовано 9 жовтня 2022.
24. ↑  Zaxid.net. Втрати росіян у війні проти України. ZAXID.NET (укр.). Процитовано 24 серпня 2022.
25. ↑  Експерт пояснив, чому авіація РФ не з'являється в небі України. www.unian.ua (укр.). Процитовано 24 серпня 2022.
26. ↑  Речник ПС Юрій Ігнат: Цієї зими Росія буде застосовувати дрони в рази більше, ніж ракети. ВЕЛИКЕ ІНТЕРВ’Ю. novynarnia.com (укр.). 27 листопада 2023. Процитовано 27 листопада 2023.
27. ↑  Знищенням "шахедів" переважно займаються мобільні вогневі групи, – Повітряні сили. LB.ua. 5 грудня 2023. Архів оригіналу за 12 грудня 2023. Процитовано 21 січня 2024.
28. ↑  Галів, Олег (28 листопада 2023). Мисливці на «шахедів»: як працюють мобільні групи та що потрібно, щоб захистити все небо. Радіо Свобода (укр.). Архів оригіналу за 4 грудня 2023. Процитовано 21 січня 2024.
29. ↑  Великий відсоток ураження «шахедів» саме мобільними вогневими групами — Юрій Ігнат. armyinform.com.ua (укр.). Архів оригіналу за 25 листопада 2023. Процитовано 21 січня 2024.
30. ↑  Захищають небо Одещини: як мобільні вогневі групи нацгвардійців збивають дрони. Суспільне Новини. 7 березня 2023.
31. ↑  "Коли збиваємо ворожу ціль, ми всі дуже радіємо". Як працюють мобільні вогневі групи ЗРВ?. uworld.news (укр.). Архів оригіналу за 27 вересня 2023. Процитовано 21 січня 2024.